# Solo per scherzo, solo per gioco
Solo per scherzo, solo per gioco (Nur zum Spaß, nur zum Spiel) è un documentario del 1977 diretto da Volker Schlöndorff.